# Criquet a du ressort
Pour plus de détails, voir Fiche technique et Distribution.
Criquet a du ressort (Hop, Skip and a Chump) est un court métrage d'animation de la série américaine Merrie Melodies réalisé par Friz Freleng, produit par les Leon Schlesinger Productions et sorti en 1942.